# Villanueva de Campeán (kommunhuvudort)
Villanueva de Campeán är en kommunhuvudort i Spanien.   Den ligger i provinsen Provincia de Zamora och regionen Kastilien och Leon, i den centrala delen av landet, 200 km nordväst om huvudstaden Madrid. Villanueva de Campeán ligger 760 meter över havet och antalet invånare är 167.
Terrängen runt Villanueva de Campeán är lite kuperad, och sluttar norrut. Runt Villanueva de Campeán är det glesbefolkat, med 13 invånare per kvadratkilometer. Närmaste större samhälle är Zamora, 17,0 km norr om Villanueva de Campeán. Trakten runt Villanueva de Campeán består till största delen av jordbruksmark.